# Prisão de Fernando Collor de Mello

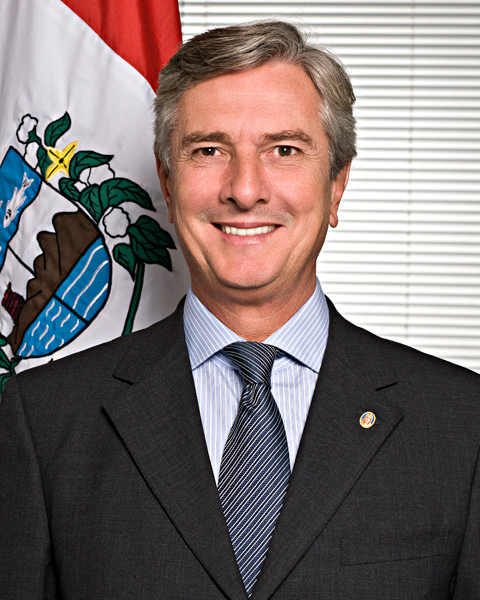
Foto oficial de Fernando Collor como Senador da República por Alagoas.

A prisão de Fernando Collor de Mello, 32.º presidente do Brasil e posteriormente senador por Alagoas entre 2007 e 2023, ocorreu em 25 de abril de 2025, após decisão do ministro do Supremo Tribunal Federal (STF) Alexandre de Moraes. Collor foi condenado a uma pena total de oito anos e dez meses de prisão, além de 90 dias-multa, no âmbito da Operação Lava Jato. Segundo sua defesa, o ex-presidente foi preso por volta das 4h da madrugada, enquanto se deslocava para Brasília, "para o cumprimento espontâneo da decisão".
Collor foi o terceiro ex-presidente do Brasil a ser preso pela suposta prática de crime comum, após Lula e Michel Temer.

## Caso
Durante a Operação Lava Jato, surgiram denúncias sobre supostas propinas recebidas pelo ex-presidente enquanto exercia o mandato de senador por Alagoas. Segundo a delação premiada de Ricardo Pessoa, ex-presidente da UTC Engenharia, Collor teria recebido cerca de 20 milhões de reais em propinas entre os anos de 2010 e 2014. O valor teria sido pago pela UTC em troca da influência política do senador para facilitar obras e indicar diretores à Petrobras. Em 2023, Collor de Mello foi sentenciado pelo STF a oito anos e dez meses de prisão, sob a acusação de lavagem de dinheiro, já que os valores foram ocultados para disfarçar sua origem ilícita. À época, o ex-presidente não foi preso porque ainda cabiam recursos.

## Prisão
Na noite de quinta-feira, 24 de abril de 2025, o ministro do Supremo Tribunal Federal Alexandre de Moraes determinou a prisão do ex-presidente Fernando Collor de Mello. Em nota, a defesa afirmou ter recebido a decisão com "surpresa e preocupação", mas garantiu que Collor se apresentaria para cumpri-la: "De qualquer forma, o ex-presidente Fernando Collor irá se apresentar para cumprimento da decisão determinada pelo Ministro Alexandre de Moraes, sem prejuízo das medidas judiciais previstas." Na madrugada do dia seguinte (25), Collor foi preso em Maceió, capital de Alagoas, por volta das 4h da manhã, enquanto se deslocava para Brasília. A informação da prisão foi confirmada por sua defesa. Após a detenção, ele foi levado à Superintendência da Polícia Federal em Maceió, onde permaneceu custodiado tornando-se o 3° ex-presidente a ser preso desde a redemocratização.

### Decisão no STF
O julgamento para decidir sobre a manutenção ou não da prisão do ex-presidente foi marcado para o dia seguinte à determinação de sua prisão, em 24 de abril. Durante a sessão, realizada no dia 25, o ministro Gilmar Mendes pediu destaque, levando o caso do plenário virtual para o plenário físico, com data ainda a ser definida pelo presidente da Corte, Luís Roberto Barroso. O julgamento foi então suspenso, com um placar parcial de 4 a 0 a favor da manutenção da pena, incluindo o voto do relator e os votos antecipados dos ministros Flávio Dino, Edson Fachin e Luís Roberto Barroso. Apesar da suspensão do julgamento, o ex-presidente permanecerá preso.

### Prisão domiciliar
A defesa do senador e ex-presidente Fernando Collor pediu ao Supremo Tribunal Federal o cumprimento de sua pena em prisão domiciliar em razão de diagnósticos de Mal de Parkinson, Apneia do sono e Transtorno bipolar. Em um primeiro momento, Alexandre de Moraes negou o pedido pois argumentou em despacho que as informações sobre as comorbidades pelas quais o ex-presidente possui eram insuficientes. Entretanto, a defesa recorreu da decisão assim como pediu a prescrição da pena, pois o senador é idoso e tem 75 anos. Moraes acatou a conversão de pena em regime domiciliar, com uso de tornozeleira eletrônica, autorizações para sair do seu apartamento com antecedência à Justiça, saídas restritas aos cuidados médicos, além de reter os passaportes do político. No entanto, rejeitou o pedido de prescrição de pena. Ainda cabem recursos.